# Yum-Tong Siu
Yum-Tong Siu (chinois simplifié: 萧荫堂; chinois traditionnel : 蕭蔭堂; pinyin: Xiāo Yìntáng; né à Guangzhou, Chine le 6 mai 1943) est un mathématicien sino-américain. Il est notamment connu pour ses travaux sur la géométrie algébrique complexe et la géométrie différentielle.